# Jisra'el Kac (1927–2010)
Jisra'el Kac (hebrejsky: ישראל כץ, žil 6. prosince 1927 – 29. října 2010) byl izraelský politik, který v letech 1977 až 1981 zastával v izraelské vládě post ministra práce a sociální péče.

## Biografie
Narodil se ve Vídni a v roce 1938 podnikl aliju do britské mandátní Palestiny. V letech 1954 až 1959 vedl mládežnickou vesnici Kirjat Je'arim a v letech 1968 až 1973 působil jako ředitel Národního pojišťovacího institutu.
Ačkoli nebyl poslancem Knesetu, byl v roce 1977 jmenován ministrem práce a sociální péče ve vládě Menachema Begina a tento post zastával až do roku 1981.
Zemřel v říjnu 2010 ve věku 82 let a je pochován na jeruzalémském hřbitově Har ha-Menuchot.